# Kruispunt tussen de N270 en de N279
Het kruispunt tussen de N270 en de N279 is een ongelijkvloerse kruising in Helmond. Helmond ligt in de Nederlandse provincie Noord-Brabant.
De aansluiting is een zogenaamde halfklaverbladaansluiting waarbij de N279 ongehinderd boven dit kruispunt voert en de N270 daarop aansluit op maaiveldniveau. De N270 heet Deurneseweg en de N279 draagt op die plaats de naam Wolfsputterbaan. Er is gekozen voor een ongelijkvloerse kruising zodat het doorgaande verkeer van de N279 geen hinder heeft van het afslaande verkeer naar de N270. Op de afbeelding rechtsboven is de aanliggende recreatieplas Berkendonk ook deels te zien.
| Aansluitende wegen                                    | Aansluitende wegen                                 | Aansluitende wegen                                          | Aansluitende wegen | Aansluitende wegen |
| ----------------------------------------------------- | -------------------------------------------------- | ----------------------------------------------------------- | ------------------ | ------------------ |
|                                                       |                                                    | Wolfsputterbaan richting Bakel / Dierdonk (wijk in Helmond) |                    |                    |
|                                                       |                                                    |                                                             |                    |                    |
| Deurneseweg richting bebouwde kom Helmond / Eindhoven | Helmondsingel richting Deurne / Venray / Duitsland |                                                             |                    |                    |
|                                                       |                                                    |                                                             |                    |                    |
|                                                       |                                                    | Wolfsputterbaan richting Asten / Ommel                      |                    |                    |